# Акчеевское сельское поселение
Акчеевское се́льское поселе́ние — муниципальное образование в Ельниковском районе Мордовии Российской Федерации.
Административный центр — село Акчеево.

## История
Статус и границы сельского поселения установлены Законом Республики Мордовия от 1 декабря 2004 года № 97-З «Об установлении границ муниципальных образований Ельниковского муниципального района, Ельниковского муниципального района и наделении их статусом сельского поселения и муниципального района».

## Население
| 2002 | 2010 | 2012 | 2013 | 2014 | 2015 | 2016 |
| ---- | ---- | ---- | ---- | ---- | ---- | ---- |
| 619  | ↘558 | ↘520 | ↘505 | ↘491 | ↘467 | ↘443 |
| 2017 | 2018 | 2019 | 2020 | 2021 |      |      |
| ↘427 | ↘409 | ↘394 | ↘380 | ↘373 |      |      |

## Состав сельского поселения
| № | Населённый пункт | Тип населённого пункта       | Население |
| - | ---------------- | ---------------------------- | --------- |
| 1 | Акчеево          | село, административный центр | ↘281      |
| 2 | Кабаново         | село                         | ↘99       |
| 3 | Ликинье          | деревня                      | ↘54       |
| 4 | Чурино           | село                         | ↘124      |